# تپه برزکل والی۲
تپه برزکل والی۲ مربوط به دوره اشکانیان - دوره ساسانیان است و در شهرستان کوهدشت، بخش کونانی، دهستان کونانی، ۸۰۰ متری جنوب غرب روستای خسروآباد واقع شده و این اثر در تاریخ ۲۶ اسفند ۱۳۸۷ با شمارهٔ ثبت ۲۶۱۶۲ به‌عنوان یکی از آثار ملی ایران به ثبت رسیده است.